# Stemma di Pistoia
Lo stemma di Pistoia è costituito da uno scudo a scacchi argento e rossi, circondato da due rami di quercia e di alloro e sormontato dalla corona della città. È sostenuto da due orsi con la testa rivolta all'indietro. Gli animali indossano un mantello tipico dell'abbigliamento degli araldi, disegnato a scacchi argento e rossi (come richiamo al disegno dello scudo) e foderato di verde. 
La descrizione ufficiale è fornita dal decreto del Capo del Governo del 20 maggio 1943 con cui viene riconosciuto lo stemma storico:
Lo stemma stilizzato attualmente utilizzato nelle comunicazioni del Comune è di tipo gotico e presenta superiormente una forma ovale, mentre l'estremità inferiore è appuntita. Alla base vi è un fregio che rimanda alla classica ghirlanda vegetale, sul quale poggiano gli orsi. Sopra si trova la corona all'antica di otto punte, delle quali soltanto cinque sono visibili.

## Storia
Inizialmente il Comune di Pistoia non aveva uno stemma proprio. La città, la cui origine risale al 1100, aveva adottato l'aquila imperiale rappresentativa dello stemma dei conti imperiali della città (i Cadolingi, signori di Fucecchio dall'814 al 1186). Ne è testimonianza il Museo dell'Opera del Duomo di Siena, dove si trovano, scolpiti in pietra, gli stemmi delle antiche città toscane.
Il più vecchio sigillo cittadino, datato agli inizi del Duecento, mostra san Jacopo assiso in trono con ai lati un nicchio ed il bordone. Alla fine del secolo, sotto al trono del santo, compare un pavimento scaccato. Un nuovo sigillo, comparso tra la fine del XIII secolo e l'inizio del XIV secolo, raffigura un cavaliere con scudo, mantello e gonfalone a scacchi bianco-rossi. A cavallo del 1300, viene quindi adottata l'arme cittadina, interamente scaccata di bianco e rosso.
Verso il 1360 compaiono i due orsi a sorreggere lo stemma scaccato. Gli animali indossano il tabarro tipico degli araldi, scaccato d'argento e rosso e foderato di verde. Questa colorazione è stata scelta in memoria della liberazione della città dall'assedio di Giovanni Visconti, arcivescovo e signore di Milano, e capo dei ghibellini d'Italia: essendo il verde il colore distintivo dei ghibellini, Pistoia volle forse simboleggiare la vittoria di Pistoia guelfa contro i ghibellini assedianti.. Nel tempo il colore verde della fodera ha assunto anche la funzione di accentuare il legame con il tricolore nazionale.
Sotto la dinastia medicea, lo stemma viene infine dotato della corona granducale toscana. Fino a quel momento la corona era a punte, detta all'antica.

## Simboli

### Scacchiera
L'origine della scacchiera è stata motivata con diverse teorie.

#### Suddivisione viaria
Una prima teoria afferma che la presenza della scacchiera potrebbe essere ricondotta alla regolare suddivisione delle vie della Pistoia romana, in quanto la città, anche si trova su un'area dove esistevano precedenti insediamenti etruschi, è stata fondata in epoca romana. I Romani, infatti, adottarono lo schema a scacchiera per la loro urbanistica.

#### Gioco degli scacchi
Una seconda teoria mette in relazione la presenza della scacchiera sullo stemma del Comune di Pistoia con la scacchiera utilizzata nel gioco degli scacchi, che all'epoca era colorata di rosso e di bianco.
Il gioco degli scacchi, a sua volta, rimanda a vari significati. Essendo ritenuto una simulazione dello scontro guerresco, potrebbe richiamare la vittoria di Pistoia contro i ghibellini, così come potrebbe voler affermare la cittadina superiorità sulla rivale Firenze. 
Pistoia voleva quindi mostrarsi animata da spirito guerriero, ma anche nobile e cavalleresca (attributi importanti per l'età medioevale). Il gioco degli scacchi era infatti tra i giochi di società più popolari, ed era il passatempo preferito dalla società aristocratica. Imparare a giocare a scacchi, inoltre, faceva parte integrante dell'educazione cavalleresca.

#### Conchiglia del pellegrino
Una terza teoria rimanda alla cosiddetta conchiglia del pellegrino (o "Nicchio"), utilizzata nei pellegrinaggi come simbolo di protezione e dotata di macchie che possono ricordare una scacchiera. Questa particolare conchiglia viene anche chiamata "Pettine di san Jacopo" (Pecten Jacobeus), in onore di san Jacopo, santo patrono della città di Pistoia.
Nell'iconografia, il santo viene infatti rappresentato con un mantello di lana rosso e gli attributi tipici del pellegrino, tra cui la conchiglia.

### Presenza degli orsi
La presenza degli orsi sullo stemma cittadino viene spiegata in diversi modi.

#### Presenza sulla montagna pistoiese
Secondo una prima teoria, gli orsi testimoniano il legame storico di Pistoia con le montagne dell'Appennino, e il suo dominio su esse.. Probabilmente l'animale identifica precisamente l'antico possedimento della "Selva degli Orsi" (Silva Ursinia), l'attuale Orsigna.

#### Imitazione del marzocco fiorentino
Una seconda teoria afferma che Pistoia abbia voluto richiamare il celebre marzocco fiorentino, animale fiero, possente e carnivoro, tenente lo scudo della città di Firenze. L'orso quindi, di grandi dimensioni e altrettanto fiero e selvaggio (e simbolo del territorio montuoso soggetto a Pistoia), si sarebbe contrapposto al leone, attraverso una sorta di battaglia di simboli feroci.

### Importanza dell'orso
A testimonianza dell'importanza del simbolo dell'orso a Pistoia, in relazione alla sua presenza nello stemma cittadino, vi sono la celebre Giostra dell'orso e il Globo con due micchi.
La Giostra dell'orso si svolge ogni 25 luglio in occasione della festa del santo patrono di Pistoia. Nell'antichità, i festeggiamenti del periodo includevano anche un torneo in cui i Cavalieri della città si sfidavano contro un orso a cui veniva fatto indossare un mantello a scacchi bianchi e rossi, in onore dello stemma cittadino.
In Piazza Gavinana (o Globo), all'angolo con via della Provvidenza (o via dei Buti) e a qualche metro di altezza, vi è un globo (che dà il nome familiare alla piazza) affiancato da due micchi, cioè orsetti. I due orsetti scandiscono le ore, percuotendo il globo con un martelletto. Nel Novecento, quando vi era il cinema Eden (o cinema Globo), i rintocchi ne scandivano la programmazione.
La parola micchi per 'orsetti' potrebbe derivare da nicchi, le conchiglie di capesante tradizionalmente legate a San Jacopo. In quanto al significato, micco è sinonimo di sciocco, credulone. Il termine è probabilmente diventato di uso comune con l'intento di stemperare la presunta ferocia e temibilità degli orsi.